# Stefanie Oswalt
Stefanie Oswalt (* 1967 in Emekuku, Nigeria) ist eine deutsche Journalistin, Historikerin und Autorin. Oswalt war im Jahr 2022 die 55. Stadtschreiberin von Rheinsberg.

## Familie
Oswalt ist verheiratet mit dem Architekten Philipp Oswalt und hat drei Kinder.

## Werdegang
Oswalt studierte Germanistik und Geschichte in Köln, London und München. 1998 promovierte sie in Jüdischen Studien an der Universität Potsdam mit einer Biografie über den Begründer und Herausgeber der Zeitschrift Die Weltbühne, Siegfried Jacobsohn. In den 1990er Jahren arbeitete sie als Wissenschaftlerin und Publizistin an mehreren Projekten des Kurt-Tucholsky-Museums in Rheinsberg mit.
Seit 2000 ist Oswalt freie Hörfunk-Journalistin und Autorin. Im Jahr 2008 veröffentlichte sie zusammen mit dem Journalisten Friedhelm Greis ein Lesebuch zur Zeitschrift Die Weltbühne. In den folgenden Jahren verfasste sie mehrere Biografien gemeinsam mit jüdischen Überlebenden des Holocaust. Im Jahr 2012 erschien die Biografie des israelischen Journalisten Ari Rath, im Jahr 2016 die Erinnerungen der Auschwitz-Überlebenden Eva Umlauf. Die Bücher sind inzwischen in mehreren Auflagen und Sprachen erschienen.
Als Stadtschreiberin in Rheinsberg recherchierte sie zum Leben der Berliner Journalistin Herta Zerna, die während des Zweiten Weltkrieges im Rheinsberger Ortsteil Kagar Juden und Deserteure versteckt hatte.

## Veröffentlichungen (Auswahl)
- Siegfried Jacobsohn. Ein Leben für die Weltbühne. 2. Auflage. Bleicher, Gerlingen 2001, ISBN 3-88350-665-6.
- (Hrsg.): Die Weltbühne, zur Tradition und Kontinuität demokratischer Publizistik. Röhrig, St. Ingbert 2003, ISBN 3-86110-336-2.
- mit Peter Böthig (Hrsg.): Juden in Rheinsberg. Eine Spurensuche. Karwe, 2005, ISBN 978-3-935231-71-8.
- mit Friedhelm Greis (Hrsg.): Aus Teutschland Deutschland machen. Ein politisches Lesebuch zur „Weltbühne“. Lukas, Berlin 2008, ISBN 978-3-86732-026-9.
- Ari Rath: Ari heißt Löwe. Erinnerungen. Aufgezeichnet von Stefanie Oswalt. Paul Zsolnay, Wien 2012, ISBN 978-3-552-05585-8. Als Taschenbuch: S. Fischer, Frankfurt am Main 2014, ISBN 978-3-596-19836-8.
- mit Eva Umlauf: Die Nummer auf deinem Unterarm ist blau wie deine Augen. Hoffmann und Campe, Hamburg, 2016, ISBN 978-3-455-50370-8.

Slowakisch: Číslo na tvojom predlaktí je modré ako tvoje oči. Absynt, Žilina, 2018.
Englisch: The Number on Your Forearm Is Blue Like Your Eyes. A Memoir. 2024, ISBN 978-1-942134-96-1.
- Ari Rath. „Rasender Reporter“, Chronist, Brückenbauer. Hentrich & Hentrich, Leipzig 2022, ISBN 978-3-95565-527-3.